# Maroniella beroni
Maroniella beroni es una especie de escarabajo. Es la única especie conocida del género Marionella, familia Leiodidae. Fue descrita por Casale y Pier Mauro Giachino en 1985.

## Distribución
Se encuentra en Grecia.